# Касансай (город)
Касансай (узб. Kosonsoy / Косонсой) — город, административный центр Касансайского района Наманганской области Узбекистана.

## История
Российский востоковед, академик В. В. Бартольд (Сочинения. Том I. Туркестан в эпоху монгольского нашествия):

"Касан — город-ставка, лагерь-крепость, возникший на рубеже н. э. в связи со становлением Кушанской династии Ферганы. Это — военно-политический центр, это — «военная столица».
Согласно легенде, во время нападения противника на крепость Мугтепа доблестные старейшины города в количестве 100 человек погибли, мужественно защищая свой город.
Противники в знак уважения за проявленные мужество, храбрость и стойкость старейшин с почестями похоронили их рядом с крепостью. До сегодняшнего дня это кладбище находится около руин древней крепости Мугтепа и называется мазори «Сад пири комил» (в переводе с персидского означает кладбище «100 уважаемых старейшин»).
Под руинами города Касансай лежат материальные слои нескольких культур (античной, кушанской, древнетюркской и арабской), поэтому облик города существенно менялся на исторических отрезках времени.
Город Касан в разное время по-китайски называли Гуйшань, Гесай, Кэса и Хю-сюнь. После падения Западно-тюркского Каганата в VI—VII веках до арабского завоевания (713 год) Касан на малый промежуток времени стал столицей Ферганы южного оазиса.
Китайский буддийский монах, учёный, философ, путешественник и переводчик времён династии Тан Сюянь-Цзан, посетивший Фергану в VII веке, увидел независимые друг от друга города, одним из которых был Касан:

«Страна Фэйхань (Фергана) в окружности — около 4000 ли. Горы окружают её с 4-х сторон. Земли — тучные. Злаков — изобилие. Много цветов и фруктов. Разводят овец и лошадей. Климат — ветреный, холодный. Характер людей — грубый и храбрый. Язык — не такой, как в других странах. Сами несколько десятков лет не имели верховного правителя. Вожди состязались за первенство, не покоряясь друг другу. Границы отдельных владений проходят по рекам и горам».
В 777 году арабский завоеватель Ахмад б. Асад после упорных боёв сумел захватить город, подвергнув его при этом большим разрушениям.
На протяжении VIII—X веков жизнь города не упоминается в исторических источниках. По всей видимости, он превратился в захолустье и остался в стороне от важных исторических событий (Карлукский каганат, эпоха Саманидов).
В XII веке во время правления караханидов город вновь ожил, возобновилось строительство жилых домов, культовых сооружений и ремесленных мастерских, функционировал монетный двор, наладились торговые отношения с другими городами Ферганы.
Город увеличился по занимаемой площади почти в 2 раза. Этнический состав населения стал более пёстрым, но преобладали люди с новоиранским таджикским языком и исламской верой. В строениях появились характерные черты мусульманской архитектуры.
В начале XIII века воинствующие монгольские кочевники, сметая на своём пути один город за другим, с такими же намерениями дошли до города Касан. Несмотря на мощные оборонительные заслоны, после длительной осады город был повержен и разрушен до основания.
В XIII—XVI веках наступил последний период в средневековой истории Касана. В это время он превратился в малое поселение с ограниченным количеством жителей. Караваны торговцев редко его посещали.
Искусные мастера-ремесленники и духовенство перебрались в долинные города Ферганы. Таким образом, Касан выпал из обоймы населённых мест с ежедневной суетой городской жизни.
В чайхане «Улуг чинор» (на островке посередине озера в городском парке) растёт самый старый в области платан, которому не менее 800 лет. Это дерево помнит многих выдающихся людей, в том числе и Махдуми Азама Косони (XV—XVI века), родившегося в Касансае, как и другого исламского проповедника Аляу-д-дин аль-Касани (XII век). Из ныне сохранившихся достопримечательностей также можно назвать развалины древнего городища Мугтепа.
Статус города современному Касансаю был присвоен в 1973 году, а до этого с 1934 года он имел статус посёлка городского типа.

## География
Расположен в 28 км к северу от областного центра и ближайшей железнодорожной станции — Наманган. Через город протекает одноименная река.

## Достопримечательности
- Мечеть Касансай (XVIII век)

## Население
| 1959 | 1970   | 1979   | 1989   | 2019    |
| ---- | ------ | ------ | ------ | ------- |
| 9525 | 14 436 | 21 998 | 31 217 | 203 883 |

## Промышленность
В городе размещены предприятия лёгкой промышленности.